# Coryphasia
Coryphasia is een geslacht van spinnen uit de familie springspinnen (Salticidae).

## Soorten
De volgende soorten zijn bij het geslacht ingedeeld:
- Coryphasia albibarbis Simon, 1902
- Coryphasia artemioi Bauab, 1986
- Coryphasia cardoso Santos & Romero, 2007
- Coryphasia castaneipedis Mello-Leitão, 1947
- Coryphasia fasciiventris (Simon, 1902)
- Coryphasia furcata Simon, 1902
- Coryphasia melloleitaoi Soares & Camargo, 1948
- Coryphasia monteverde Santos & Romero, 2007
- Coryphasia nigriventris Mello-Leitão, 1947
- Coryphasia nuptialis Bauab, 1986